# Alicja z Antiochii
Alicja z Antiochii, zwana też Alicją Jerozolimską (ur. 1108, zm. 1137) – córka Baldwina II i Morfii z Meliteny, księżna jerozolimska, a później antiochska.

## Życiorys
Urodziła się w 1108 roku. Była trzecią córką króla Jerozolimy Baldwina II i Morfii z Melitene. W 1127 roku poślubiła Boemunda II, księcia Antiochii. Mieli jedną córkę, Konstancję. W 1130 roku armia Boemunda została rozbita przez muzułmanów w okolicach Damaszku, a jego odcięta głowa została wysłana kalifowi.
Alicja przejęła wówczas władzę w Antiochii jako regentka w imieniu córki. Chcąc utrzymać władzę nad Antiochią usiłowała sprzymierzyć się z muzułmańskim emirem Aleppo, Imadem ad-Din Zengi. Proponowała rękę swej córki jednemu z muzułmańskich książąt. Jej plan został zniweczony przez ojca, Baldwina II, który wkroczył do Antiochii z wojskiem i wygnał córkę z tego kraju. Po śmierci ojca w 1131 roku, Alicja ponownie podjęła działania celem uzyskania władzy. W tym celu próbowała stworzyć koalicję obejmującą m.in. Trypolis i Edessę. Jednak zakończyło się to niepowodzeniem. W 1135 roku wysłała do cesarza bizantyjskiego poselstwo, w którym oferowała rękę swojej córki Konstancji, młodszemu synowi cesarza Manuelowi Komnenowi, następcy tronu w Bizancjum. Wywołało to jednak oburzenie frankońskiego rycerstwa i szagra Alicji – króla jerozolimskiego, Fulka. Z jego to inicjatywy postanowiono doprowadzić do małżeństwa Konstancji z Rajmundem z Poitiers, synem Wilhelma IX, księcia Akwitanii. Plany te trzymano w tajemnicy przed Alicją, a z chwilą przybycia Rajmunda, rozpuszczono plotki, że zamierza on starać się o rękę właśnie Alicji, co uśpiło czujność księżnej. Kiedy Alicja czekała w pałacu na przybycie rzekomego adoratora, jej córkę porwano, zabrano do katedry i ożeniono z Rajmundem. Była to klęska Alicji, gdyż jej córka, dziedziczka Antiochii miała już męża, a więc wszelkie roszczenia Alicji z tytułu regencji stały się bezpodstawne. W tej sytuacji Alicja wyjechała do nadanej jej wcześniej w lenno Laodycei, gdzie spędziła resztę życia. Zmarła w 1137 roku.